# 田神功
田神功（?—774年），冀州南宫县（今河北南宮西北）人。唐朝政治人物。

## 生平
天寶末年，安祿山署為平盧节度都知兵馬使。曾随唐将董秦（赐名李忠臣）参与平定安史之乱，又参与平定淮西度度使李希烈叛乱，上元元年（760年）劉展之亂，淮南节度使邓景山引田神功討伐刘展。結果田神功率領部下來到扬州後，劫掠百姓商人资产，殺死波斯、阿拉伯商人数千人。有学者认为:204田神功劫掠的地點為唐代扬州城，即蜀冈古城以南的广大地区。次年二月，田神功生擒刘展，以此功升迁，并未因其在扬州对进行百姓的劫掠，以及对大食、波斯胡商进行的屠杀而受到唐朝政府追责或处罚。
寶應元年（762年）五月，河北節度使李光弼被困宋州，田神功奉命救援，叛軍方才退去。田神功為解宋州之圍大病月餘。又攻破法子營，復攻敬釭，逼降敵軍。史朝義逃奔下博。田神功進封信都郡王，徙河南節度、汴宋八州觀察使。此次為第二次解商丘之圍，商丘百姓為感謝田神功的救援，大历七年（772年）四月，宋州刺史徐向為报答田神功，在城南开元寺设八关斋会，請來大書法家顏真卿寫下《宋州八關齋會報德記》。

## 家庭
祖父：田敬崇，贈秘書監
父亲：田游隱，贈户部尚書，妻子清河张氏，封赵国夫人
妻子：陇西李氏，信安郡王、兵部尚书、朔方节度大使李祎女，封凉国夫人
儿子：田瓘，虔王府長史；田瑀，忻王傅